# República Argentina
República Argentina – stacja metra w Madrycie, na linii 6. Znajduje się w dzielnicy Chamberí, w Madrycie i zlokalizowana jest pomiędzy stacjami Nuevos Ministerios, Avenida de América. Została otwarta 11 października 1979.